# زبان فارسی در ترکمنستان
پیشینه حضور زبان فارسی در ترکمنستان به دوره ۲۰۰ ساله حکومت ایرانیان به خصوص خراسانی‌ها و ماوراءالنهری‌ها بازمی‌گردد هنگامی که ترکمانان در بیابان‌های شمالی خراسان حضور داشتند، با برقراری ارتباط و مترجمی میان خراسانی‌ها و دیگر اقوام ترک، عنوان ترجمان یا ترکمان را یافتند و اولین روابط سیاسی، اجتماعی و فرهنگی میان این دو برقرار شد، همچنین پیشینه گسترش زبان و واژگان فارسی در آن سرزمین‌ها را باید در دوره سلجوقیان جستجو کرد که زبان رسمی این دیار و نگارش کتاب، سرودن شعر، آموزش و پرورش و نامه‌نویسی در دستگاه فرمانروایان این خاندان، به زبان فارسی بود. البته در عرصه‌های فرهنگ، زبان و ادبیات، چون ترکمانان فاقد ادبیات بودند، نتوانستند تأثیر مهمی در روند تعالی زبان فارسی و فرهنگ و تمدن ایرانی بگذارند و اگر سال‌ها برنامه‌های قانون‌گذاران ترک، راه و رسم پالایش زبان ترکی از واژگان بیگانه نبود، بی‌گمان واژگان فارسی در زبان ترکی، بیش از پیش نمود می‌یافت.
در سال‌های اخیر بنیاد سعدی اقدام به برگزاری کلاس‌های آموزش زبان فارسی در ترکمنستان می‌کند.
رسول اسماعیل‌زاده رایزن فرهنگی ایران در ترکمنستان، در مهرماه ۱۳۹۳ اعلام کرد که تاکنون بیش از ۲۰ هزار علاقه‌مند به زبان و فرهنگ فارسی، این زبان را در ترکمنستان آموخته‌اند.
از هنرمندان مشترک میتوان از ابوسعید ابوالخیر نام برد که در ترکمنستان و ایران هم زمان میزیسته اگرچه ابوالخیر تابستان ها در نیشابور زندگی می کرد اما زمستان به "مِیهَنه" در ترکمنستان امروزی می رفته که زمانی جزو خاک ایران بود.